# أساطير الخلق المصرية القديمة

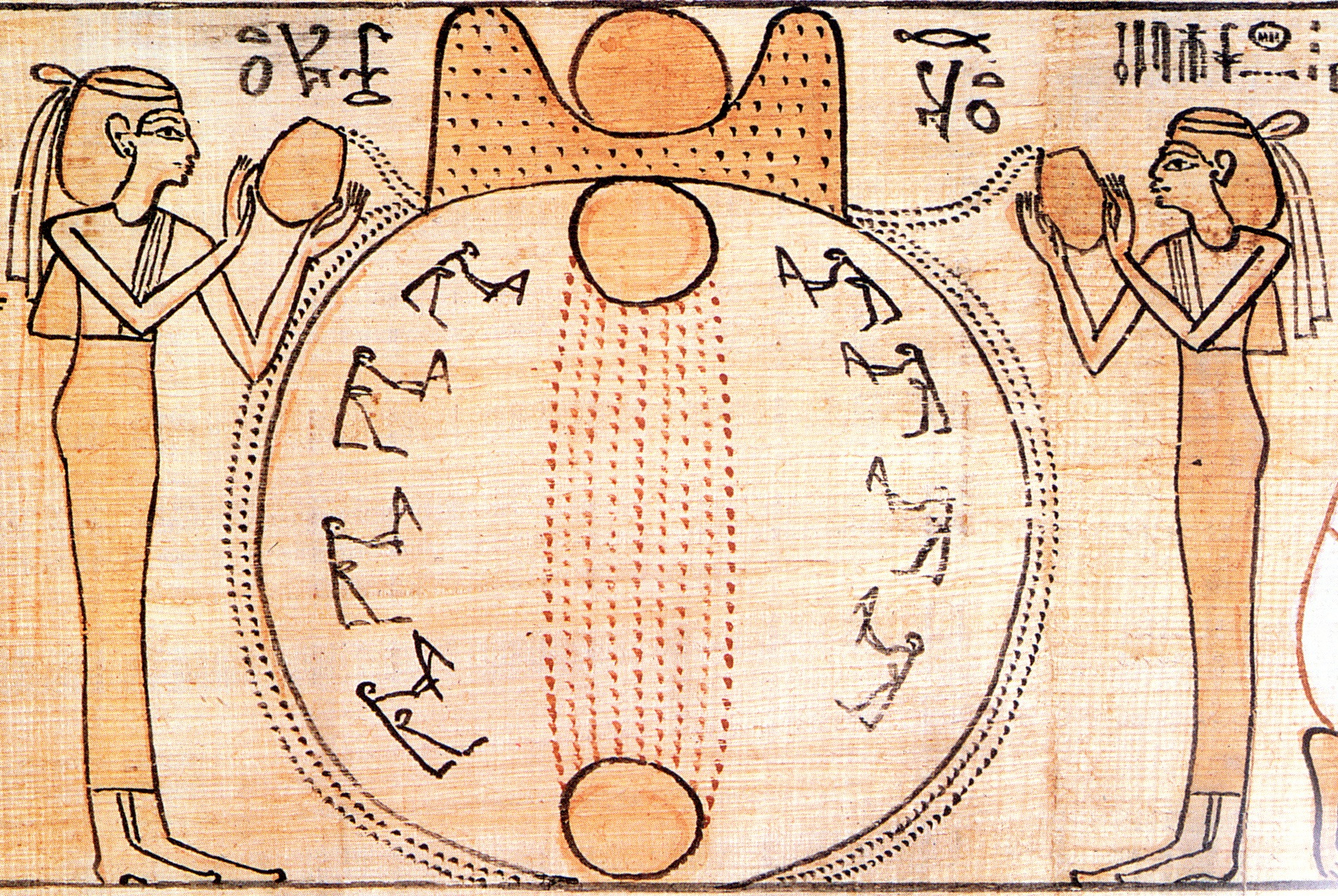
الشمس تشرق على التل الدائري للخلق، بينما الإلهات تصب المياه المقدسة حولها.

أساطير الخلق المصرية القديمة هي الروايات المصرية القديمة عن خلق العالم. منحتنا نصوص الأهرام وزخارف جدران المقابر وكتاباتها، التي يعود تاريخها إلى المملكة القديمة (2780-2250 قبل الميلاد) معظم معلوماتنا عن أساطير الخلق المصرية المبكرة. تُشكل هذه الأساطير أيضًا أقدم التأليفات الدينية في العالم. كان للمصريين القدماء العديد من الآلهة الخالقة والأساطير المرتبطة بها. لذا خُلق العالم، أو مصر تحديدًا، بطرق متنوعة وفقًا لأجزاء البلاد المختلفة.
يُقال في جميع الأساطير هذه إن العالم انبثق من بحر لا نهائي، لا حياة فيه عندما أشرقت الشمس للمرة الأولى، في فترة بعيدة تعرف باسم زب تبج (تُدون أحيانًا باسم زيب تيبي)، أي «المرة الأولى». تنسب الأساطير المختلفة الخلق إلى آلهة مختلفة: مجموعة من ثمانية آلهة بدائية تسمى الأغدواد، والإله آتوم الذي خلق نفسه وذريته، والإله بتاح المفكر، والإله آمون الخفي المتعالي. رغم أن نظريات نشأة الكون المختلفة تتنافس بعض الشيء، فإنها تكمل بعضها بطرق أُخرى، باعتبارها جوانب مختلفة من الفهم المصري للخلق.

## عناصر مشتركة
تشترك أساطير الخلق المختلفة ببعض العناصر المشتركة. تعتقد جميعها أن العالم نشأ من مياه الفوضى التي لا حياة فيها، المسماة نوو. وتضمن أيضًا تلًا هرميًا، يُسمى بن بن، وهو أول شيء يخرج من المياه. يُحتمل أن تكون هذه العناصر مستوحاة من فيضان نهر النيل كل عام. إذ تركت مياه الفيضانات المنحسرة تربة خصبة في أعقابها، وربما عادل المصريون ذلك مع ظهور الحياة من الفوضى البدائية. أما تصور التل الهرمي فيستمد من تلال الأرض المرتفعة التي تظهر مع انحسار النهر.
ارتبطت الشمس أيضًا ارتباطًا وثيقًا بالخلق، وقيل إنها ظهرت لأول مرة من التل، مثل إله الشمس الرئيسي رع أو الإله خبري، اللذين مثلا الشمس المشرقة حديثًا. كان هناك روايات عديدة لظهور الشمس، قيل إنها ظهرت مباشرة من التل أو من زهرة اللوتس التي نمت على التل، أو على شكل مالك حزين، أو صقر، أو خنفساء الجعران أو طفل بشري.
يُعد الشكل المألوف للبيضة الكونية عنصرًا شائعًا آخر في نظريات نشأة الكون المصرية، وهي بديل عن المياه البدائية أو التل البدائي. تُملي أحد أشكال روايات البيضة الكونية أن إله الشمس -باعتباره قوة بدائية- خرج من التل البدائي، الذي تموضع في حد ذاته في فوضى البحر البدائي.

## نظريات نشأة الكون
ارتبطت روايات الخلق المختلفة بعبادة إله معين في إحدى المدن الرئيسية في مصر: هيرموبوليس، وهليوبوليس (أون)، وممفيس، وطيبة. تمثل هذه الأساطير، إلى حد ما، لاهوتيات متنافسة، لكنها تمثل أيضًا جوانب مختلفة من عملية الخلق.

### هيرموبوليس
ركزت أسطورة الخلق التي صدرت في مدينة هيرموبوليس على طبيعة الكون قبل إنشاء العالم. كانت الصفات المتأصلة في المياه البدائية ممثلة بمجموعة من ثمانية آلهة تسمى الأغدواد. يمثل الإله نوو ونظيرته المؤنثة نونيت المياه البدائية الخاملة نفسها. يمثل حوح ونظيرته حوحيت مدى المياه اللا نهائي. جسّد كيك وكوكيت الظلام الموجود فيها؛ ومثّل آمون وأمونيت طبيعتها الخفية غير المعروفة، على عكس عالم الأحياء المحسوس. كانت المياه البدائية نفسها جزءًا من عملية الخلق، لذا، يمكن اعتبار الآلهة الممثلة لها آلهة خالقة. وفقًا للأسطورة، قُسمت الآلهة الثمانية في الأصل إلى مجموعات من الذكور والإناث. صُوروا رمزيًا على أنهم مخلوقات مائية لأنهم سكنوا في الماء: مُثل الذكور على هيئة ضفادع، والإناث على هيئة ثعابين. تقاربت هاتان المجموعتان في النهاية، ما أدى إلى اضطراب كبير، أنتج التل الهرمي. الذي ظهرت منه الشمس التي أشرقت إلى السماء لتضيء العالم.

## هليوبوليس
نُسب الخلق في هليوبوليس إلى أتوم، المرتبط ارتباطًا وثيقًا برع، الذي قيل إنه وجد في مياه نوو ككائن محتمل خامل. كان أتوم إلهًا ذاتي الخلق، ومصدرًا لجميع العناصر والقوى في العالم، ووصفت أسطورة هليوبوليس العملية التي «تطور بها» من كائن واحد إلى هذه العناصر المتعددة. بدأت العملية عندما ظهر أتوم على التل وأنشأ إله الهواء شو وأخته تفنوت، الذي يمثل وجودهما ظهور مساحة فارغة وسط المياه. لتوضيح كيف فعل أتوم ذلك، تستخدم الأسطورة تشبيه الاستمناء، إذ تمثل اليد التي استخدمها في هذا الفعل الجوهر الأنثوي المتأصل فيه. ويقال أيضا إنه «عطس» و«بصق» لخلق شو وتفنوت، وهو تشبيه نشأ من التلاعب اللفظي بأسمائهم. بعد ذلك، اقترن شو وتفنوت لإنتاج إله الأرض جب وإلهة السماء نوت، اللذين حددا حدود العالم. أنجب جب ونوت أربعة أطفال، مثلوا قوى الحياة: أوزيريس، إله الخصوبة والبعث؛ إيزيس، إلهة الأمومة؛ ست إله الفوضى. ونيفتيس، المكمل الأنثوي لست. وهكذا مثلت الأسطورة العملية التي جعلت الحياة ممكنة. جُمعت الآلهة التسعة هذه معًا من الناحية اللاهوتية باسم التاسوع المقدس، أما الآلهة الثمانية الأخرى، وجميع الأشياء الأخرى في العالم، اعتُبرت في النهاية امتدادًا لأتوم.